# Aeolothapsa malacella
Aeolothapsa malacella là một loài bướm đêm thuộc họ Oecophoridae. Nó được tìm thấy ở Úc, đặc biệt ở Tasmania, New South Wales và Victoria.
Ấu trùng ăn lá cây chết của các loài Eucalyptus.